# 梅布爾 (明尼蘇達州)
梅布爾（英語：Mabel）是一個位於美國明尼蘇達州菲爾莫爾縣的城市。

## 歷史
梅布爾的郵局於1880年設立。此地得名自一鐵路公司老闆的女兒的名字。

## 人口
根據2020年美國人口普查的數據，梅布爾的面積為1.25平方千米，當中陸地面積為1.25平方千米，而水域面積為0.00平方千米。當地共有人口716人，而人口密度為每平方千米573人。